# عنکبوت‌های گردباف
عنکبوت‌های گردباف (نام علمی: Araneidae) نام یک تیره از infraorder تارتنک‌ریختان است.